# Rue du Temple
La rue du Temple è una delle vie più antiche di Parigi, situata nel III e IV arrondissement, nel Marais. Essa è lunga 1335 m ed è composta da più antiche vie che per la loro parte risalgono anche al XIV secolo. Prende il nome dalla Maison du Temple, sede parigina dell'Ordine dei Templari.

## Localizzazione
La rue du Temple ha inizio alla sua estremità meridionale al n. 64 della rue de Rivoli e termina alla sua estremità settentrionale al n. 13 di place de la République.

## Storia
La rue du Temple comprende molte parti che hanno cambiato nome nel corso dei secoli prima di essere riunite in una sola via.
La parte della rue du Temple situata tra la rue de Rivoli e la rue de la Verrerie portò inizialmente il nome di rue des Coquilles, poi divenne nel XIV secolo la ruelle Jean-Gentien (tesoriere del re), poi rue Jacques-Gentien.
La parte compresa tra la rue de la Verrerie e la rue Saint-Merri sarà denominata rue Barre-du-Bec, poi rue de l'Abbaye-du-Bec-Hellouin verso l'inizio del XIV secolo.
La parte tra la rue Saint-Merri e la rue des Haudriettes aveva il nome di rue Sainte-Avoye tra il 1515 e il 1851, Madame de Sévigné vi abitò prima d'installarsi in rue de Thorigny. All'angolo di queste vie vi era il segno della giurisdizione dei grandi priori dell'ordine dei Templari cioè: L'Échelle du Temple, che aveva quasi 16 metri di altezza.

Il passage Sainte-Avoye, tra la rue Sainte-Croix-de-la-Bretonnerie e la rue Michel-le-Comte, faceva parte della Grande rue du Temple poi della rue du Temple.
La parte che era una volta tra la rue Michel-le-Comte e il boulevard du Temple e che oggi va dalla rue Michel-le-Comte alla place de la République, nel XIII secolo era la rue de la Milice-du-Temple per diventare poco dopo la rue de la Chevalerie-du-Temple.
La rue du Temple deve il suo nome all'Ordine dei Templari, installatosi alla metà del XIII secolo nel quartiere detto Quartiere del Tempio ancora ai nostri giorni. Alcune vestigia di fortificazioni datate dai tempi di Filippo II di Francia si sono preservate ai numeri 69 e 71 della via.

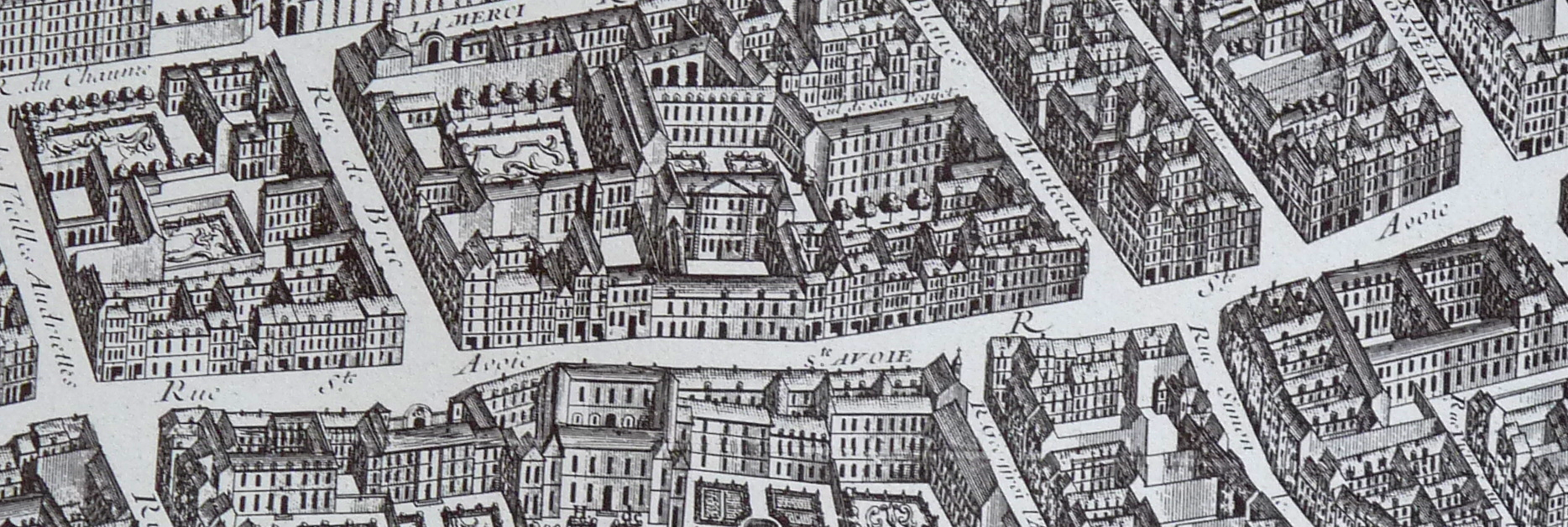
Rue Sainte-Avoie (antico nome d'una parte della rue du Temple) nel 1739 (Plan de Turgot, cartolina postale).
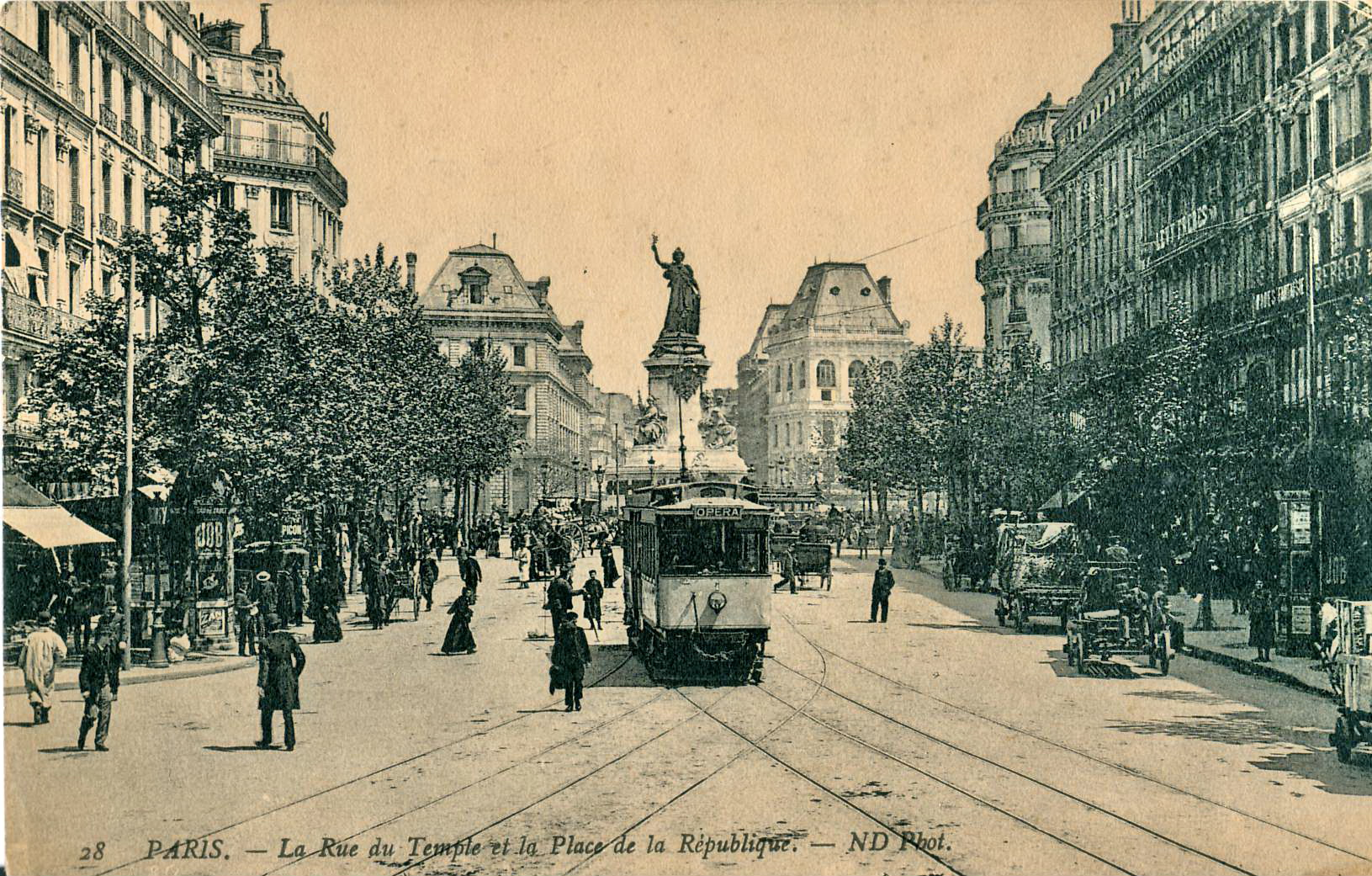
Il tramway per l'Opéra nella rue du Temple, all'inizio del XX secolo.

## Edifici notevoli e luoghi di memoria
In questa via lo scultore, fonditore e cesellatore Auguste-Jean-Marie Carbonneaux (1769-1843), possedeva un laboratorio di fonderia d'arte dal 1814
- N. 17: ubicazione di un ingresso dell'hôtel di Du Guesclin alla fine del XIV secolo (iscrizione)[4].

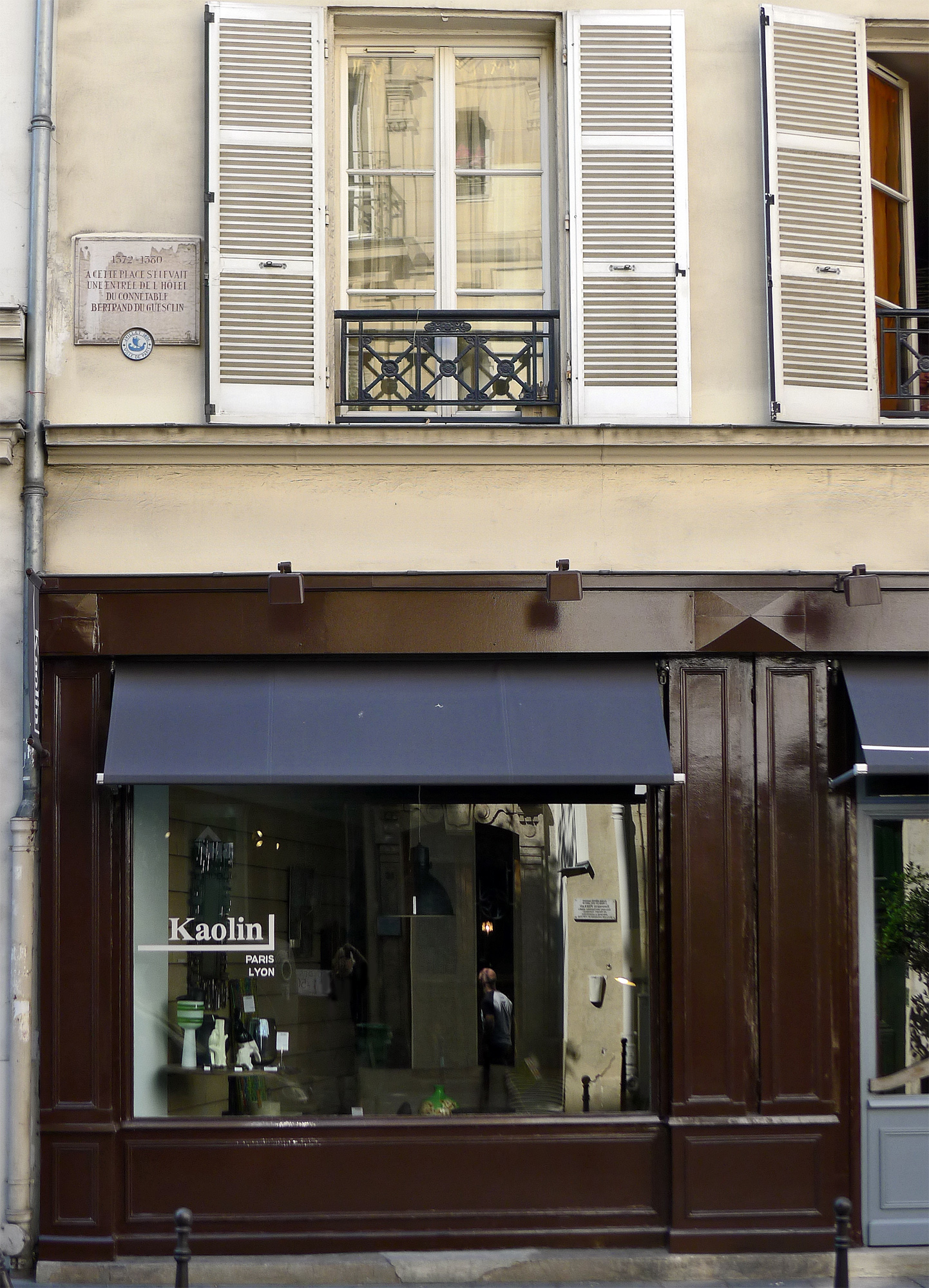
Immobile numero 17 con iscrizione

- N. 22: antico hôtel del marchese della Maisonfort (1718) poi di Canet du Guy (1752)[4].

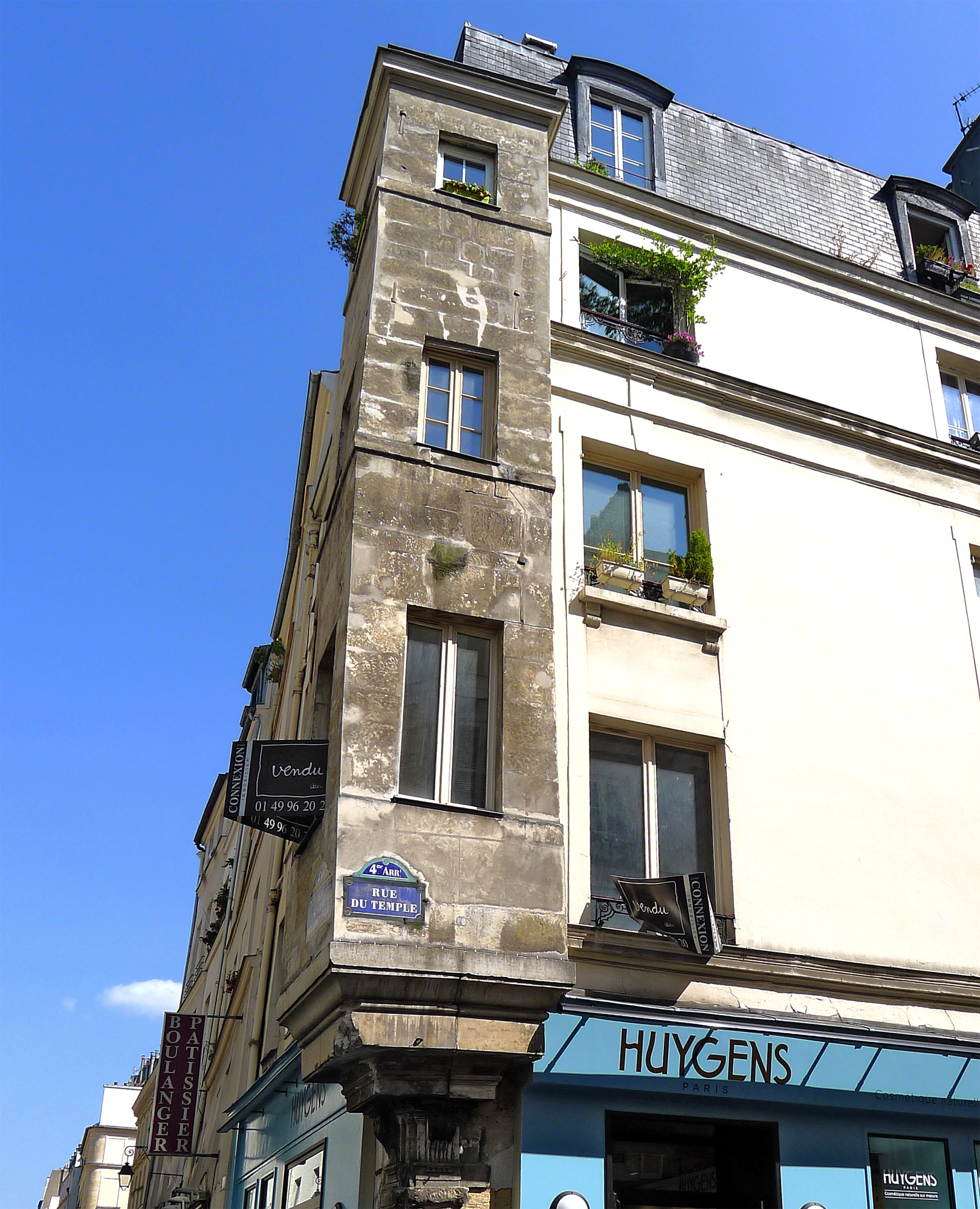
Veduta generale
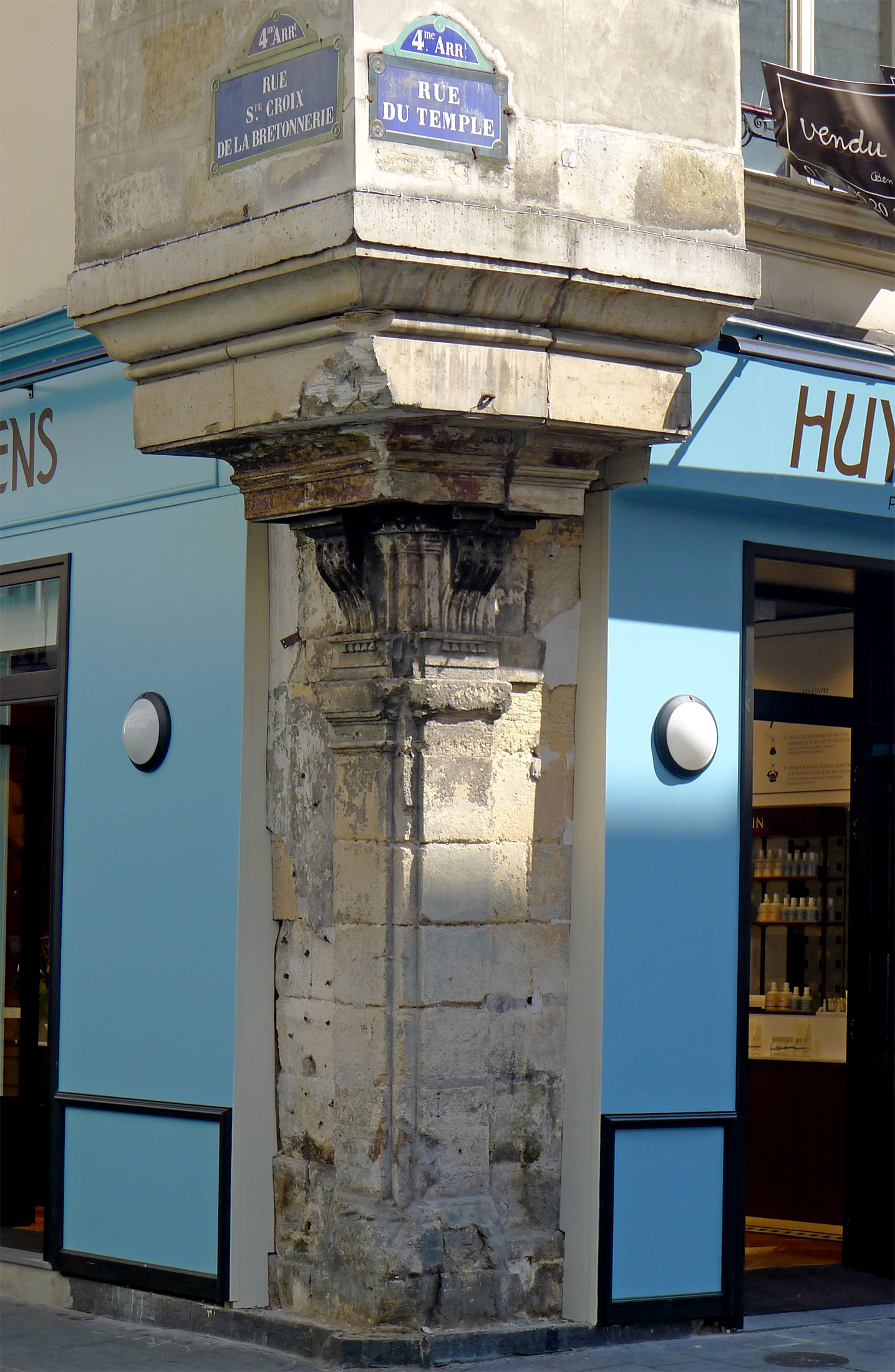
Base della torretta
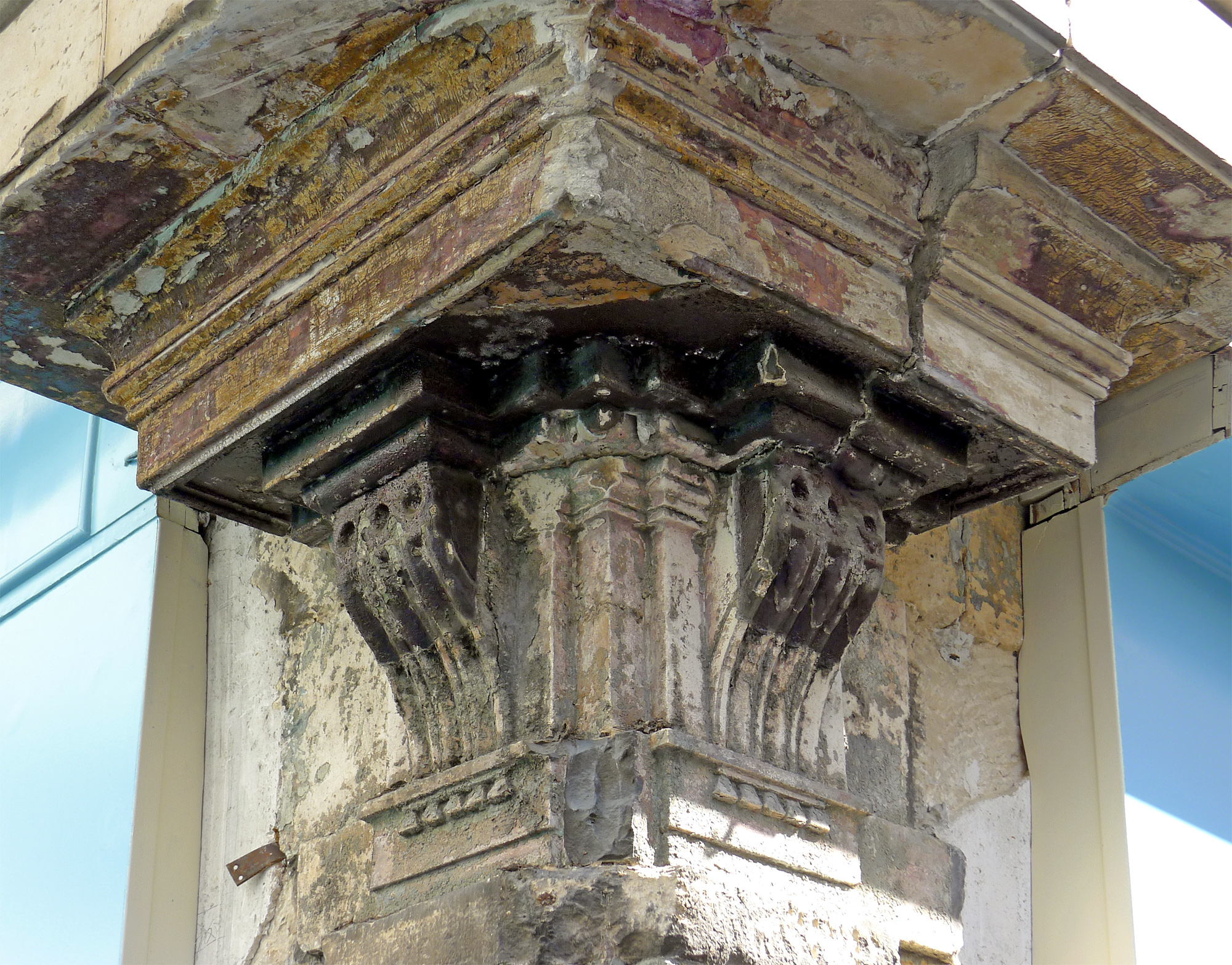
Dettaglio

- La porta chiodata

- N.24: torretta d'angolo tra la rue du Temple e quella di Sainte-Croix-de-la-Bretonnerie, datata dal 1610[5].

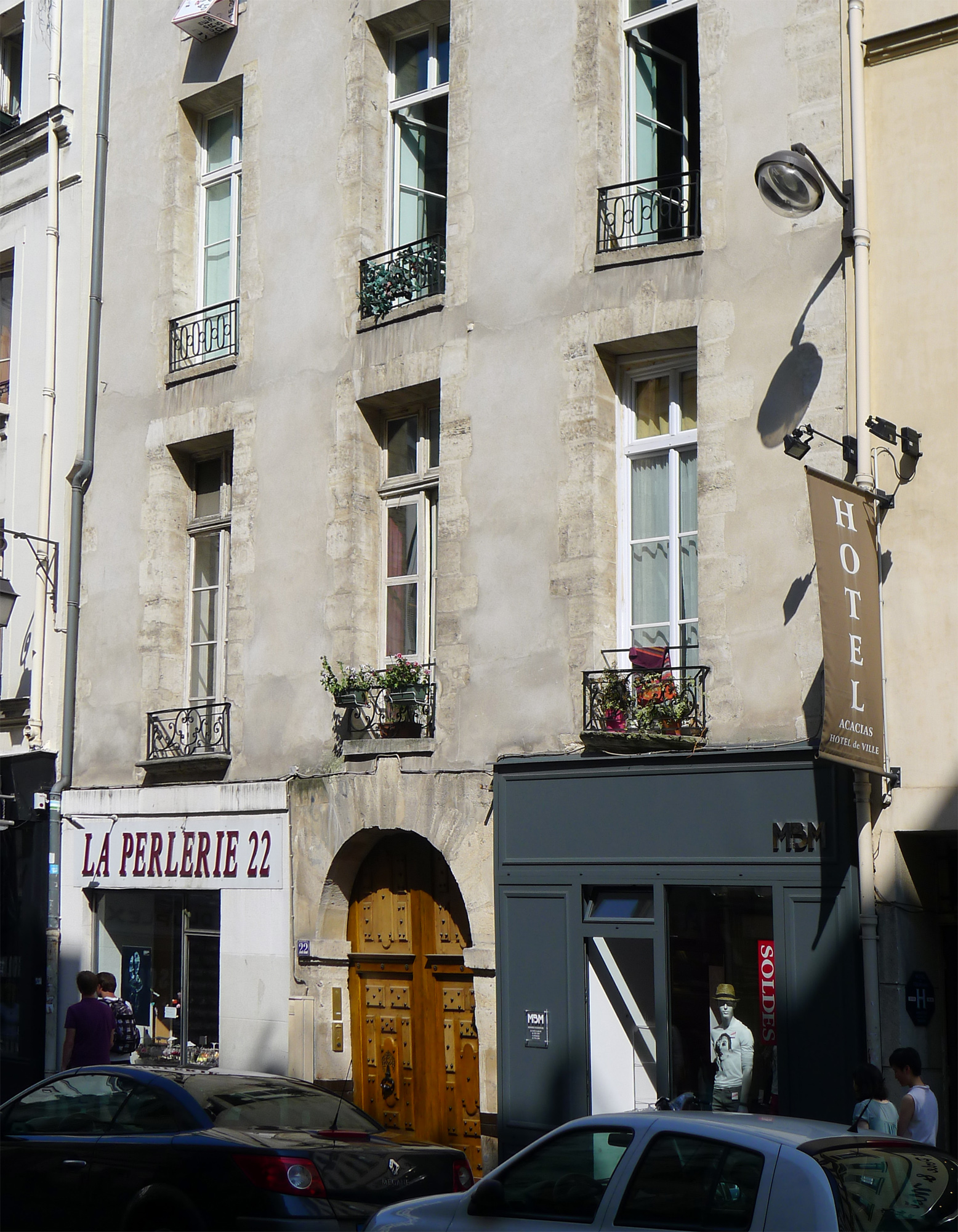
Veduta generale
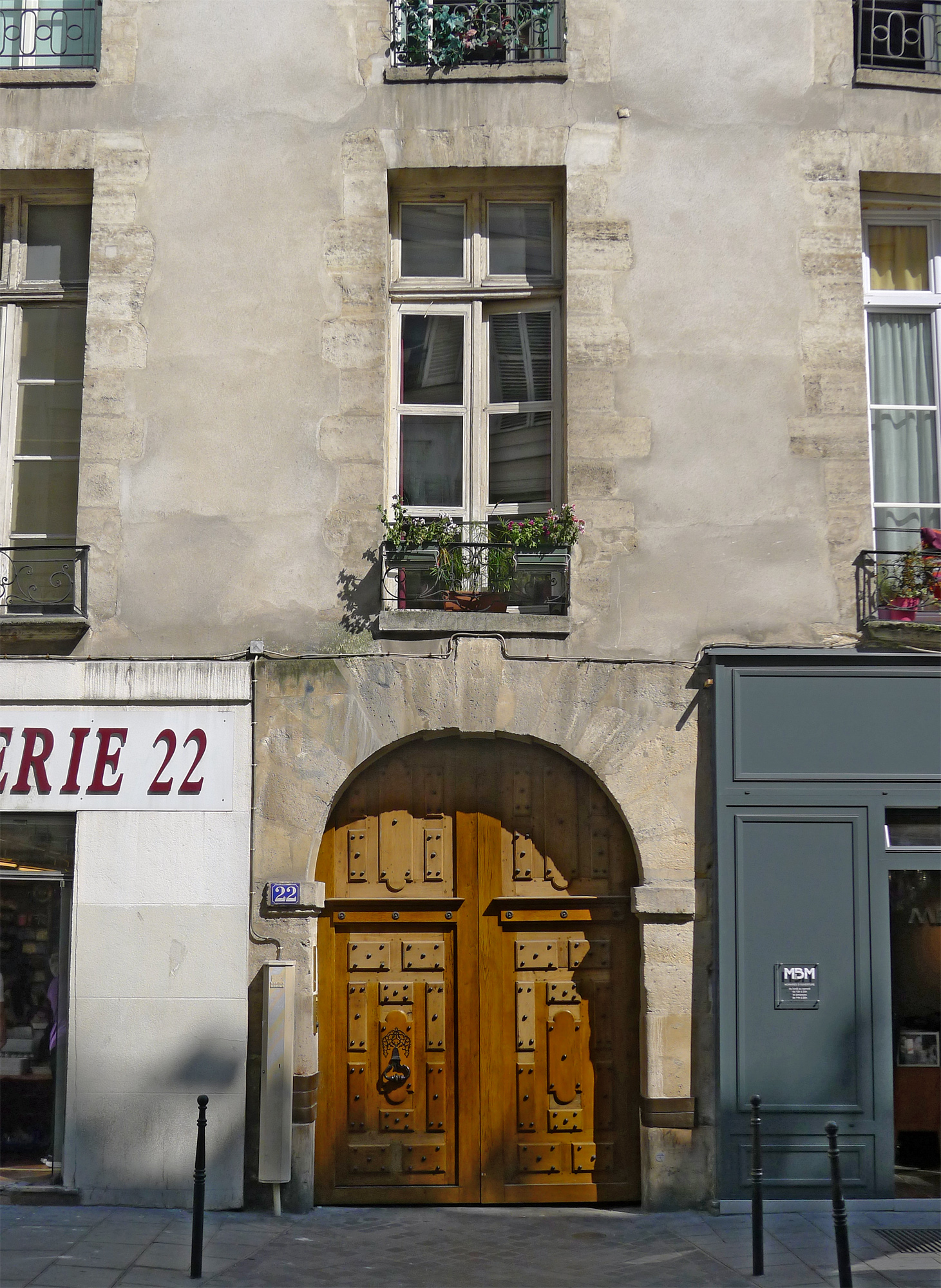
La porta chiodata

- Base della torretta
- Dettaglio

- N.25: all'angolo della rue Saint-Merri, casa con bassorilievo (M.H.)

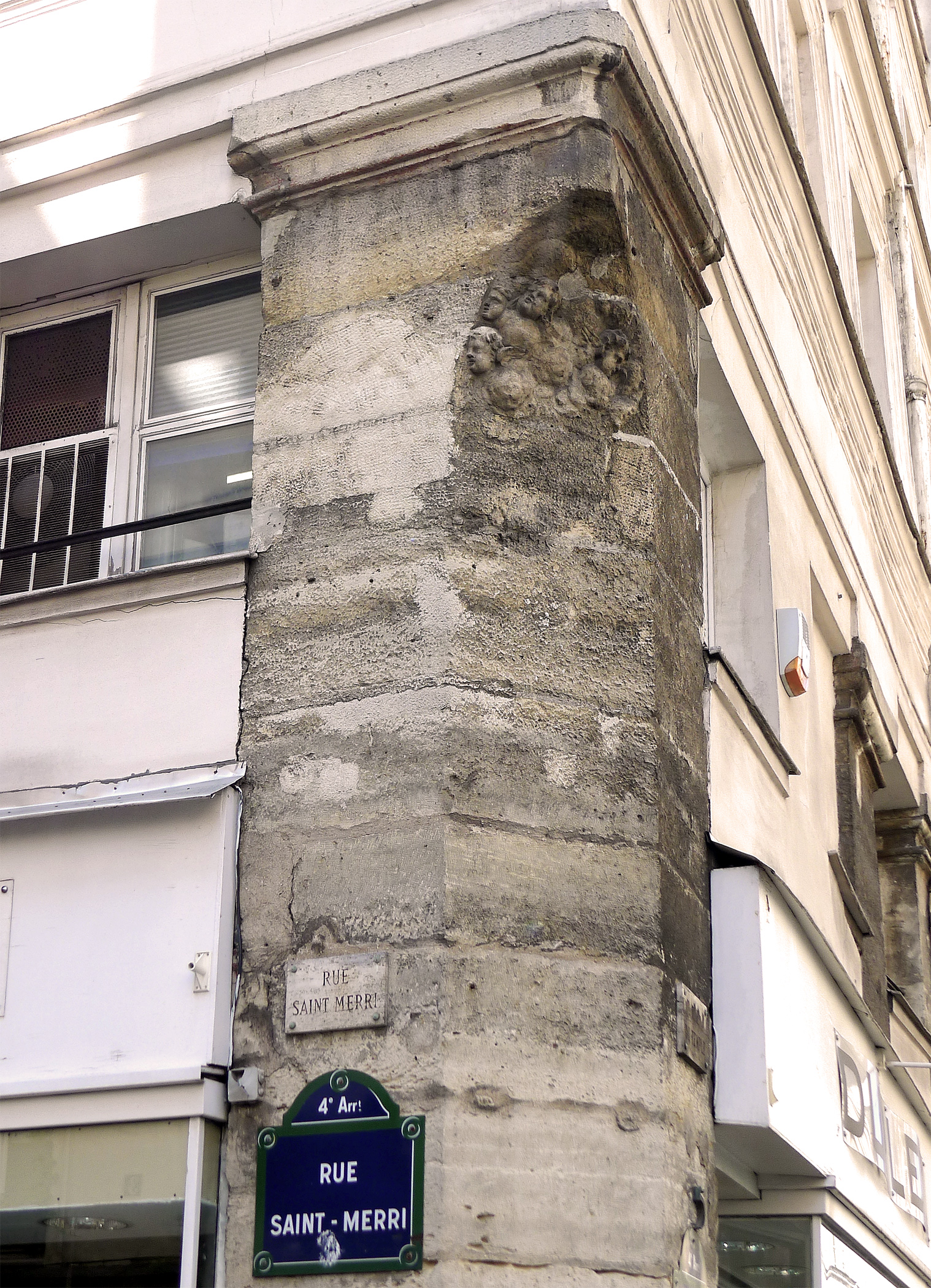
Angolo con rue St-Merri
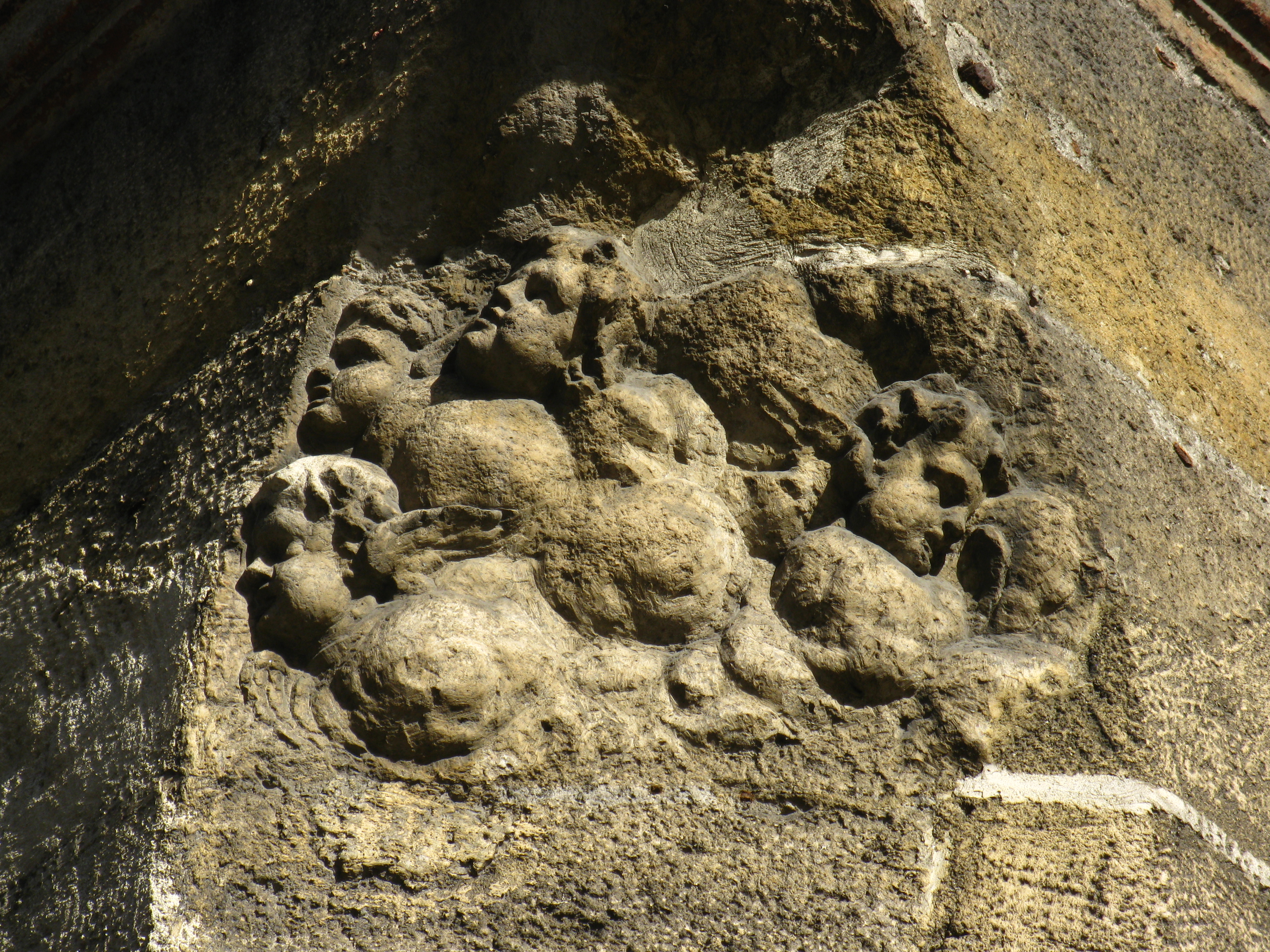
Dettaglio del bassorilievo

- N. 41: l'antico albergo dell'Aigle d’Or era nel XIX secolo un capolinea di diligenze. Una scala Luigi XIII è ancora visibile nel passaggio.[6] Nella bella corte dalle facciate classificate, si trova un café-théâtre, il Café de la Gare.
- N. 43: fabbricato particolare del XVI secolo dalle facciate classificate. Proprietà comune all'antico albergo dell'Aige d'Or. Possiede una maestosa scala con ferro battuto Enrico IV e un suolo pavimentato nero e bianco. Vi si trova l'Associazione dei giovani cinesi di Francia (scuola di lingue)

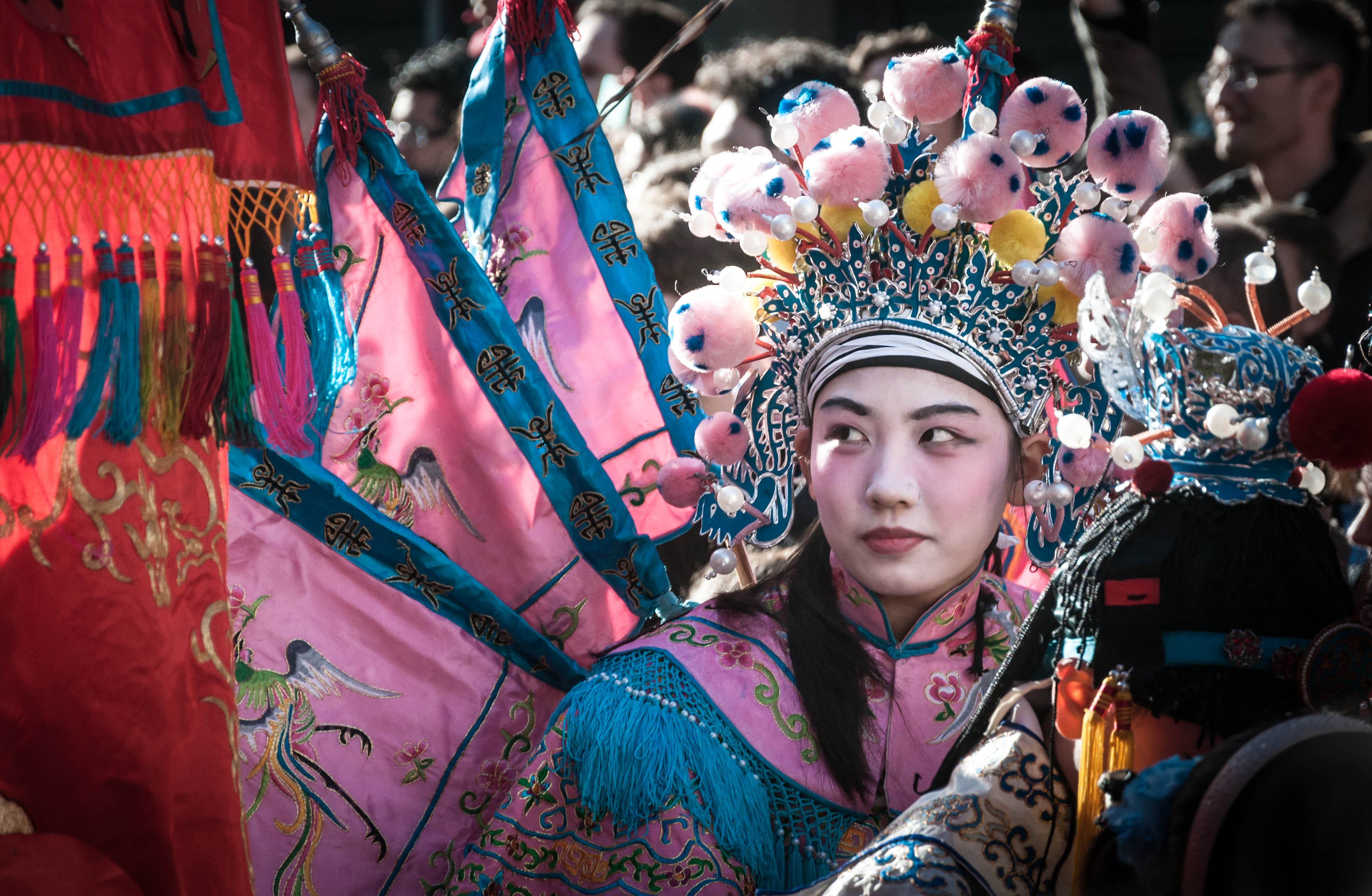
N. 43 rue du temple, nouvel in cinese dell'Association des jeunes Chinois de France.

- N.57: l'hôtel di Maximilien Titon (XVI secolo), fornitore degli arsenali, si trova in fondo al cortile. Qui risiedeva nel 1830 François Fortuné Guyot de Fère (1791-1866), uno dei fondatori della Société libre des beaux-arts de Paris[7]
- N.i 60,62-N.i 69,71: luogo della porte du Temple della cinta di Filippo Augusto del XIII secolo.
- N.62: passage Sainte-Avoie. Nel luogo dell'hôtel Neuf-de-Montmorency, il passaggio Sainte-Avoye fu aperto nel 1828[6] e nel 1838, allorché fu realizzata la rue Rambuteau, quest'hôtel scomparve completamente. Il connestabile Anne de Montmorency vi morì nel 1567. L'hôtel diventerà la proprietà dei Mesmes. Nel maggio 1716, il banchiere John Law v'installò la sua prima banca.
- N.66: antica casa.
- N.69: antica casa.
- N.70: all'angolo della rue de Braque, si trova l'hôtel de Testars, situato al posto dell'antica Boucheries des Templiers.

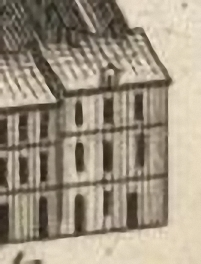
L'hôtel de Testars, N. 14 rue de Braque, nel 1739.

- N.71: L'hôtel de Saint-Aignan, costruito dal 1645 al 1650, da Le Muet per Claude de Mesmes, (1595-1650), conte d'Avaux, responsabile delle finanze nel 1641. Nel 1680 esso divenne proprietà del duca de Saint-Aignan, Paul de Beauvilliers, che ebbe l'incarico dell'educazione dei duchi di Borgogna, d'Angiò e di Berry con Fénelon, lo fece rimaneggiare nel 1691 da Jacques Lepas du Buisson. Dal 1800 al 1823, fu la sede municipale dell'antico VII arrondissement. Oggi ospita il museo d'arte e storia dell'ebraismo. La sua porta è classificata come le facciate sulla corte.[8]

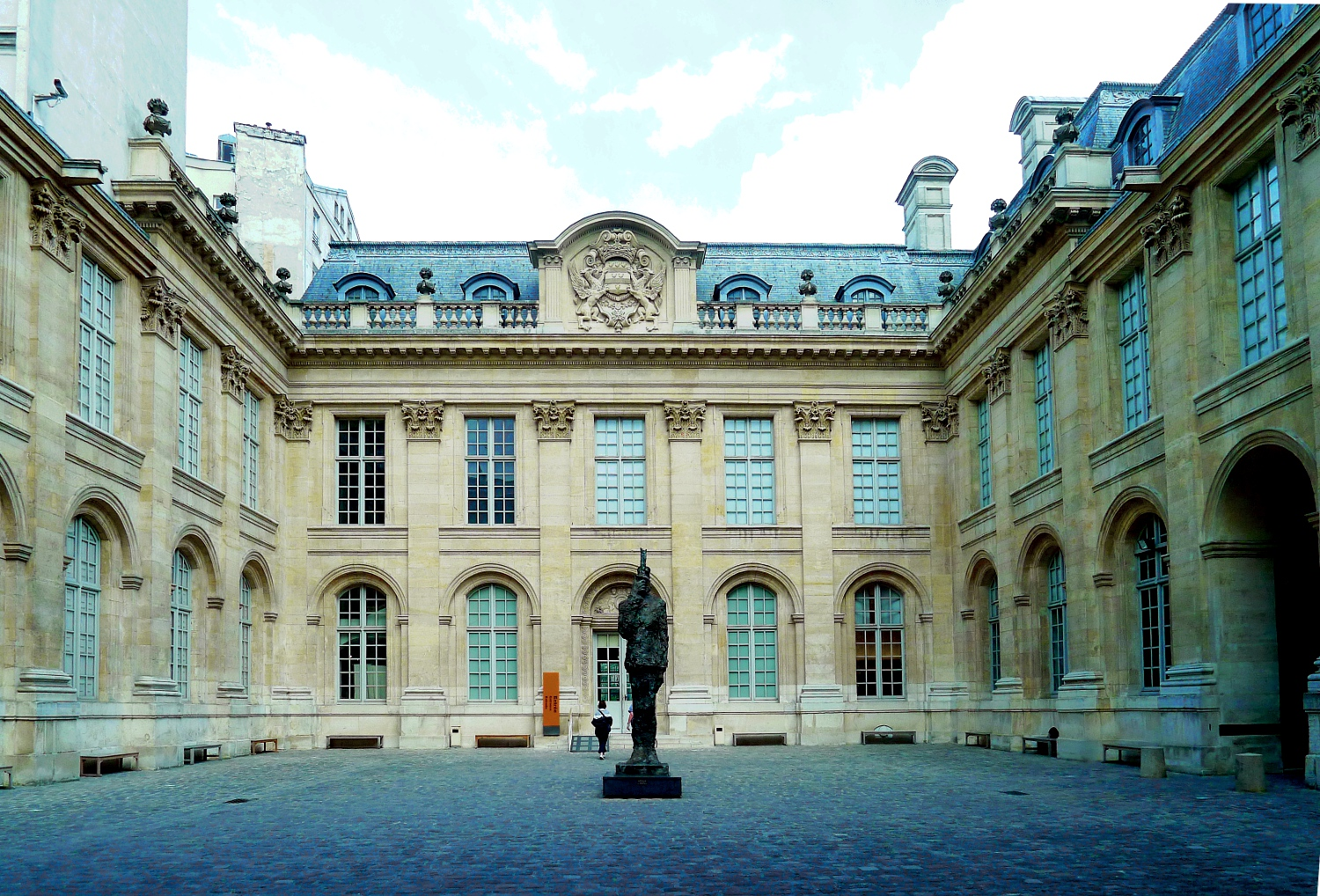
Facciate sulla corte del museo d'arte e storia dell'ebraismo

- N.72: Luogo dell'hostellerie de Sainte-Avoye, di cui si può ancora vedere l'insegna sopra la porta.
- N.73 & 75: Antiche case.
- N.77: casa del XVIImo secolo, finestra, frontone semicircolare, scudo al secondo piano

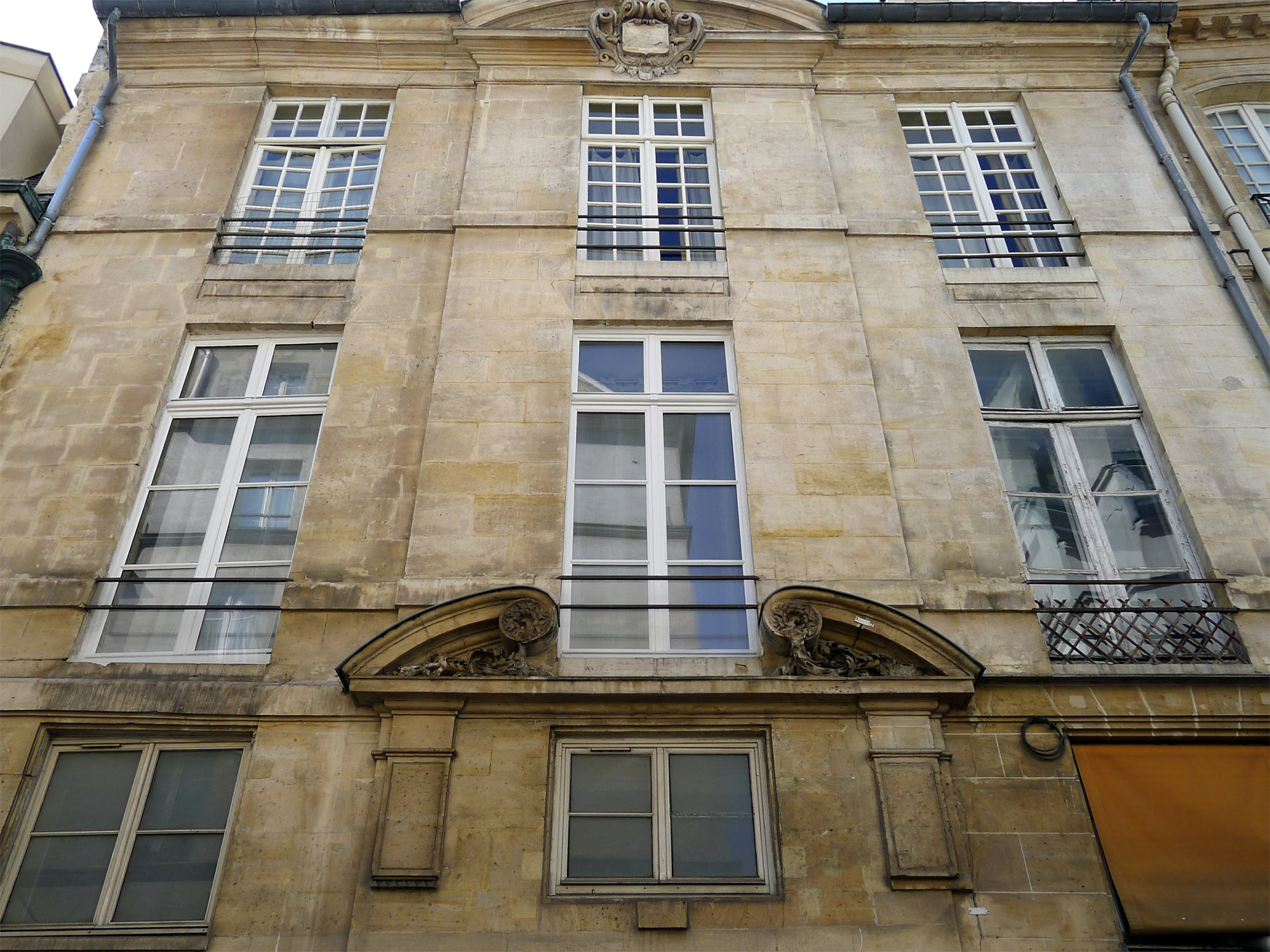
N.77, Facciata lato strada.

- N.79: hôtel de Montmor (1623), proprietà del tesoriere Jean Habert de Montmor, detto Montmor le Riche. Suo figlio Henri Louis Habert de Montmor, amico di Madame de Sévigné, che aveva creato un abbozzo di Accademia delle Scienze frequentata da Descartes, Molière, Huygens, Roberval, e di cui la ricchissima biblioteca acquistata da Colbert fa ora parte della Biblioteca nazionale di Francia, abitò in questo luogo a partire dal 1643. Nel 1751 divenne proprietà di Laurent Charron (1706-1769), fermier général dal 1757 al 1768. Fu lui a dargli l'attuale aspetto. Le facciate sulla via e sulla corte e l'inizio della scala sono iscritti nel registro dei monumenti storici[9].

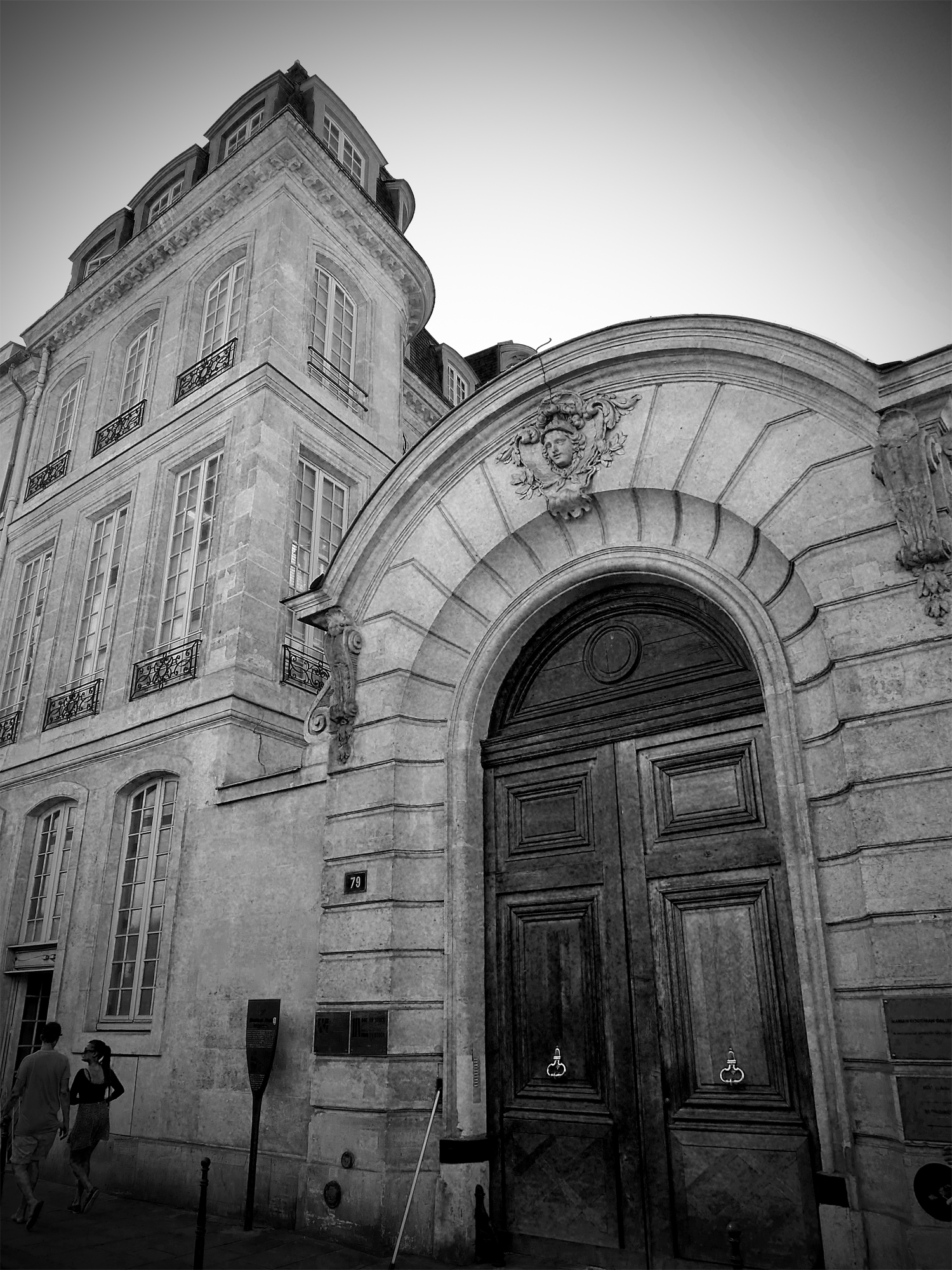
L'hôtel de Montmor.
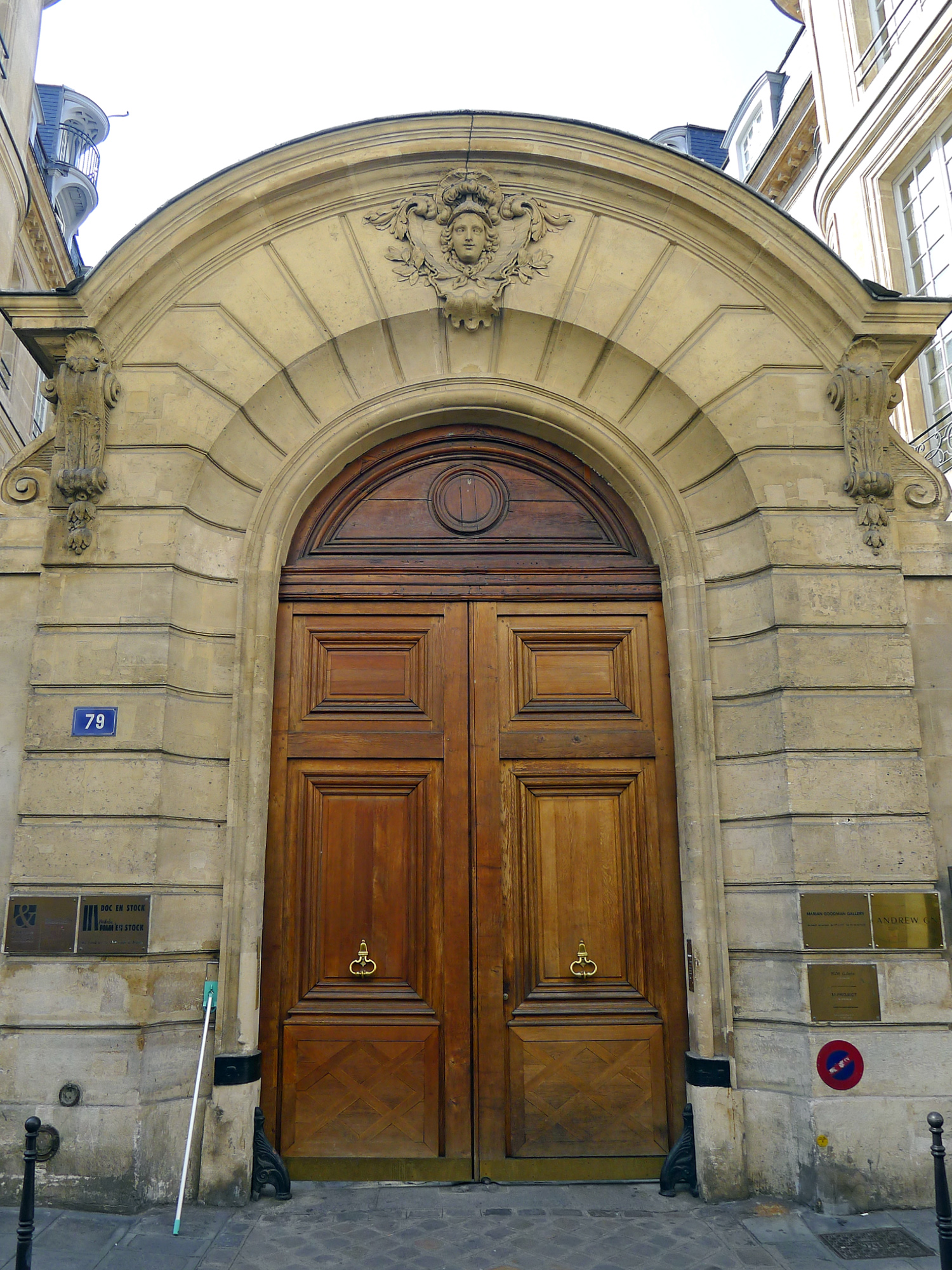
Porta d'ingresso dell'hôtel.

- N.81: antico hôtel.
- N.84: casa con mascheroni.

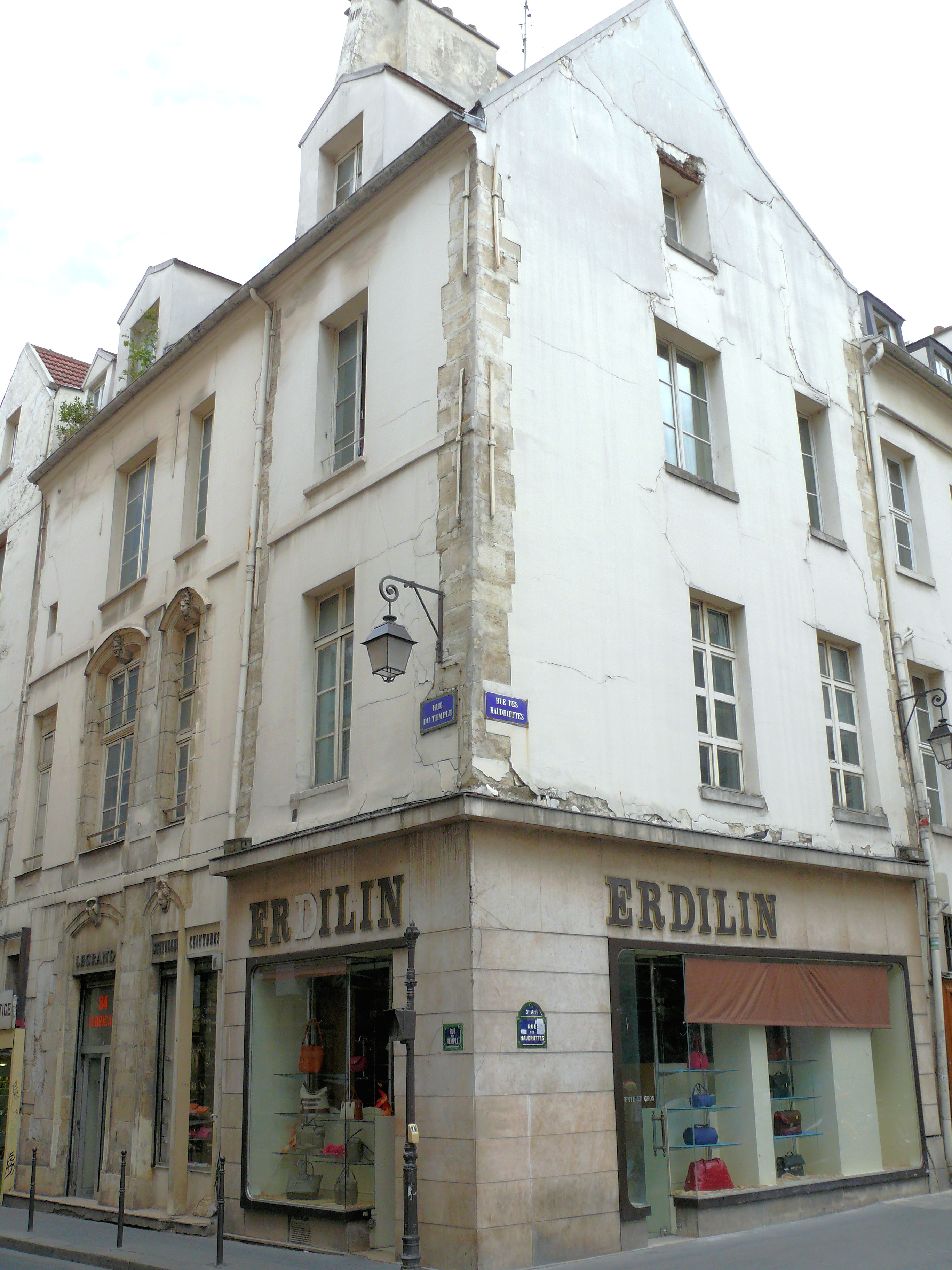
N.84 rue du Temple, all'angolo della rue des Haudriettes.

- N.86: casa a pignone ove si trovava nel XVII secolo un cabaret all'insegna de La Croix Blanche.
- N.88 et 90: antiche case.
- N.108: luogo ove si trovava la salle Léger, luogo di riunioni specificatamente politiche alla fine del XIX secolo:

(Maurice Dommanget, Édouard Vaillant, un grand socialiste, 1840-1915, La Table Ronde éditeur, Paris 1956, p. 268)
- N.122 (anticamente N.40) : la famiglia di Honoré de Balzac vi s'installò nel 1814 e vi visse fino al 1819.

Dopo aver attraversato perpendicolarmente la rue Réaumur e la rue de Bretagne, la rue du Temple fiancheggia, dal lato dei numeri pari, la square du Temple, fiancheggiata dall'altro lato dal municipio del III arrondissement.
- Tra i numeri 178 e 207[10] si trova il luogo dell'antica porte du Temple della cinta muraria di Carlo V. Questa porta era situata allo sbocco dell'attuale rue Meslay (anticamente "rue du Rempart") a livello del n. 2 e del n. 207 della rue du Temple.
- N.195: Chiesa di Santa Elisabetta d'Ungheria. Qualche metro più lontano, la rue du Temple è raggiunta dalla rue de Turbigo. Il lato dispari e il lato pari della precedente circondano la place Élisabeth-Dmitrieff, ove sbocca l'unica uscita della stazione del Metrò Temple. La rue du Temple raggiunge qualche decina di metri dopo la place de la République.

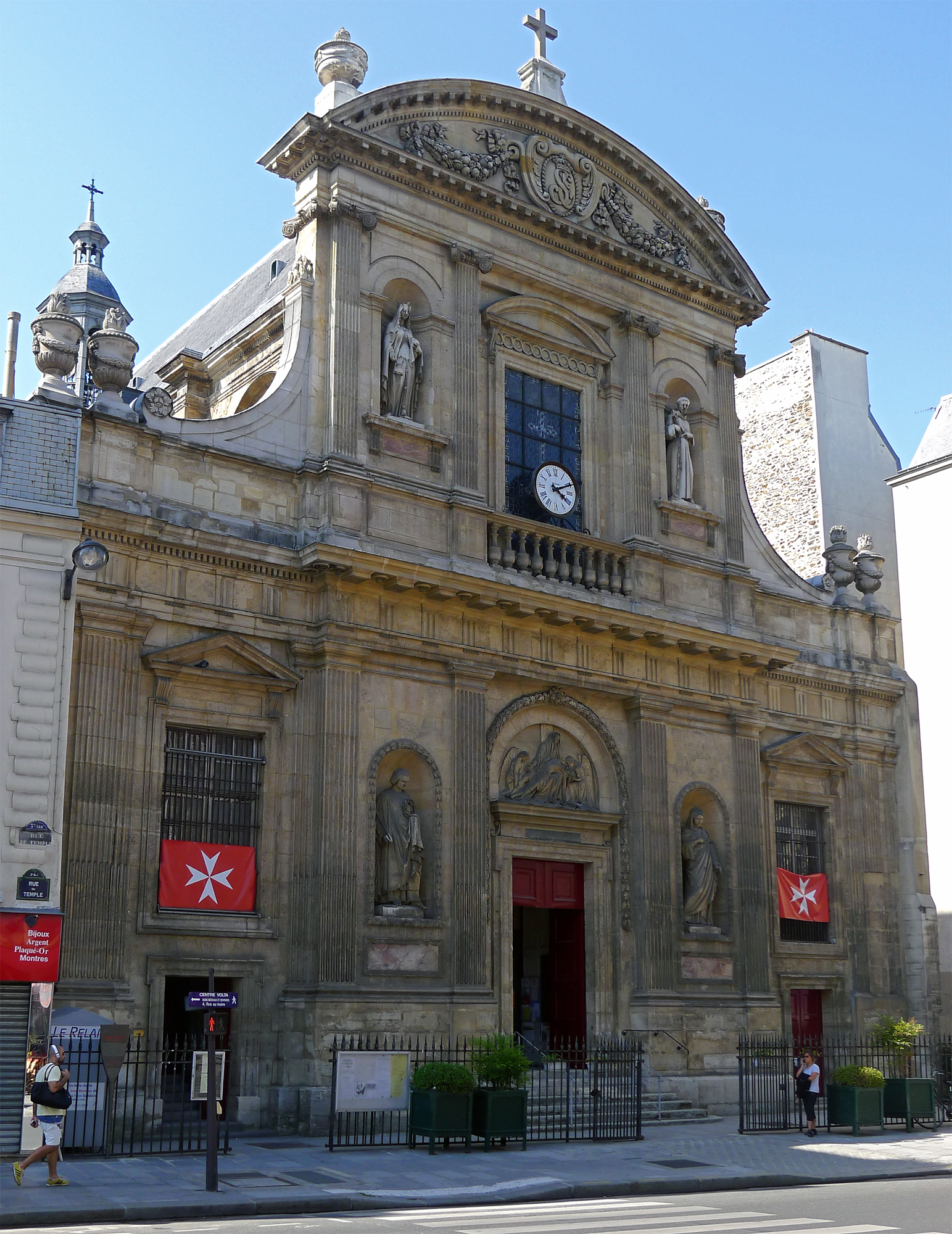
La Chiesa di Santa Elisabetta d'Ungheria.

## In letteratura
- Honoré de Balzac mette in scena le "messaggerie" di questa via in Un début dans la vie :

(Honoré de Balzac, Un début dans la vie, édition Charles Furne 1845, vol. IV p. 417)

## Trasporti
- La via è servita dalle stazioni del metrò Hôtel de Ville e République.